# Stenus nitens
Stenus nitens är en skalbaggsart som beskrevs av Stephens 1833. Stenus nitens ingår i släktet Stenus, och familjen kortvingar. Arten är reproducerande i Sverige.